# Jest strumień pełen świętej krwi
Jest strumień pełen świętej krwi – śpiewana w kościołach protestanckich (głównie o charakterze ewangelicznym) chrześcijańska pieśń, najbardziej znana z repertuaru Williama Cowpera (†1800). Była jedną z pierwszych, które napisał Cowper po tym, jak popadł w depresję. Melodię skomponował Lowell Mason. Podczas nabożeństw najczęściej towarzyszy dystrybucji  Wieczerzy Pańskiej. Tematycznie dotyczy ona Bożej propozycji zbawienia z łaski wszystkich grzeszników przez krew Jezusa Chrystusa niezależnie od uczynków, osiągalnej jedynie przez wiarę. Takt: 4/4.

## Tekst
| Oryginalny tekst angielski | Przekład Adeli Bajko |
| 1. There is a fountain filled with blood drawn from Emmanuel’s veins; And sinners plunged beneath that flood lose all their guilty stains. Lose all their guilty stains, lose all their guilty stains; And sinners plunged beneath that flood lose all their guilty stains. | 1. Jest strumień pełen świętej krwi z Jezusa krwawych ran, Kto z wiarą w nim pogrąży się, oczyści duszę z plam. Oczyści duszę z plam, oczyści duszę z plam. Kto z wiarą w nim pogrąży się, oczyści duszę z plam.                 |
| 2. The dying thief rejoiced to see that fountain in his day; And there have I, though vile as he, washed all my sins away. Washed all my sins away, washed all my sins away; And there have I, though vile as he, washed all my sins away.                                  | 2. Złoczyńca, co na krzyżu zmarł w tym zdroju grzech swój zmył, Dla wszystkich dana łaska ta, Bóg chce, by każdy żył. Bóg chce, by każdy żył, Bóg chce, by każdy żył. Dla wszystkich dana łaska ta, Bóg chce, by każdy żył.      |
| 3. Dear dying Lamb, Thy precious blood shall never lose its power Till all the ransomed church of God be saved, to sin no more. Be saved, to sin no more, be saved, to sin no more; Till all the ransomed church of God be saved, to sin no more.                           | 3. Baranku Boży, Twoja krew nie traci mocy swej, Obficie płynie na ten świat, zbawienie tylko w niej. Zbawienie tylko w niej, zbawienie tylko w niej. Obficie płynie na ten świat, zbawienie tylko w niej.                       |
| 4. E’er since, by faith, I saw the stream Thy flowing wounds supply, Redeeming love has been my theme, and shall be till I die. And shall be till I die, and shall be till I die; Redeeming love has been my theme, and shall be till I die.                                | 4. Gdym wiarą ujrzał strumień ten, gdym poznał moc tej krwi, Od chwili tej mój wdzięczny śpiew na chwałę Zbawcy brzmi. Na chwałę Zbawcy brzmi, na chwałę Zbawcy brzmi. Od chwili tej mój wdzięczny śpiew na chwałę Zbawcy brzmi. |